# 齊布利夫卡 (卡緬涅茨-波多利斯基區)
48°38′41″N 26°36′6″E / 48.64472°N 26.60167°E
齊布利夫卡（烏克蘭語：Цибулівка），是烏克蘭的村落，位於該國西部赫梅利尼茨基州，由卡緬涅茨-波多利斯基區負責管轄，始建於1537年，面積0.62平方公里，2001年人口550。